# Ereunetea translucens
Ereunetea translucens är en fjärilsart som beskrevs av Louis Beethoven Prout 1924. Ereunetea translucens ingår i släktet Ereunetea och familjen mätare. Inga underarter finns listade i Catalogue of Life.